# Haiducii
Haiducii, właściwie Paula Mitrache (ur. 14 czerwca 1977 w Bukareszcie) – rumuńska piosenkarka, modelka i aktorka. 
Śpiewa po rumuńsku, angielsku i rosyjsku. W 2004 r. poprowadziła Festiwal Piosenki Włoskiej w San Remo. Obecnie mieszka i pracuje w Rzymie.

## Dyskografia
- Dragostea Din Tei (2004)
- Mne S Toboy Horosho (Nara Nara Na Na) (2004)
- I Need a Boyfriend (2005)
- More 'N' More (I Love You) (2005)